# Amphoraceras
Amphoraceras é um gênero de traça pertencente à família Arctiidae.

## Espécies
- Amphoraceras rothschildi Bethune-Baker